# دیرک یوتن بوگارد
دیرک یوتن بوگارد (انگلیسی: Dirk Uittenbogaard؛ زادهٔ ۸ مهٔ ۱۹۹۰) ورزشکار روئینگ اهل پادشاهی هلند است.
وی در مسابقات کشوری و بین‌المللی در مجموع برندهٔ ۲ مدال طلا، ۲ مدال برنز شده‌است.